# Maloja (Schiff, 1923)
Die Maloja (II) war ein 1923 in Dienst gestellter Ozeandampfer der britischen Reederei Peninsular and Oriental Steam Navigation Company (P&O), der im Passagier- und Postverkehr zwischen Großbritannien und Australien eingesetzt wurde. Während des Zweiten Weltkriegs diente das Schiff als Truppentransporter und Hilfskreuzer. Danach war sie wieder im Passagierdienst, bis sie 1954 außer Dienst gestellt und in Schottland abgewrackt wurde.

## Bau und Indienststellung

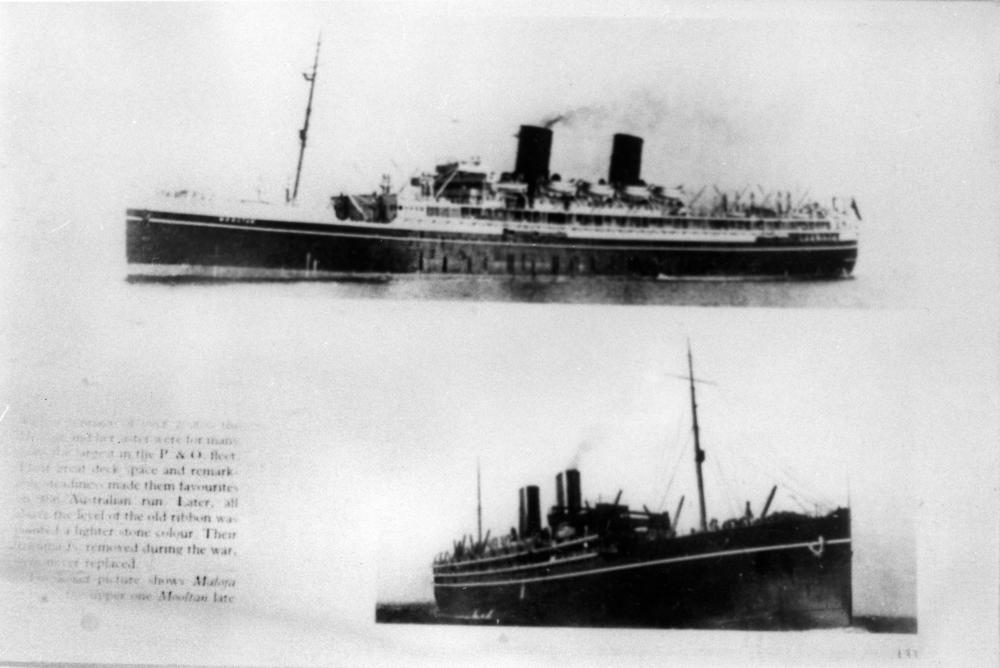
Oben das Schwesterschiff Mooltan, unten die Maloja

Das 20.837 BRT große Dampfschiff Maloja und das identische Schwesterschiff, die Mooltan (III) (20.847 BRT) wurden am 29. November 1918 bei Harland & Wolff im nordirischen Belfast bestellt. Sie waren die ersten Neubauten der Reederei nach dem Ende des Ersten Weltkriegs. Bei Indienststellung 1923 waren sie mit dem Überschreiten der 20.000 BRT-Marke die bis dahin größten Schiffe von P&O und wurden erst Mitte der 1930er von den Linern der Strath-Klasse übertroffen.
Im Fall dieser beiden Schiffe legte P&O mehr Wert auf Komfort und Sicherheit, als auf Geschwindigkeit. Die Aufenthaltsräume waren luxuriös, geräumig und reich möbliert. Jede einzelne Passagierkabine hatte Bullaugen. Der in weiß gehaltene Speisesaal wurde im georgianischen Stil ausgestattet und konnte 330 Gäste aufnehmen. Der Lese- und Musiksalon war im Empire-Stil dekoriert. Die beiden Schiffe hatten breite Decks, rollten kaum und waren besonders für ihre Seetüchtigkeit und Zuverlässigkeit bekannt. Außerdem waren sie die zu ihrer Zeit größten Schiffe, die ohne Probleme den Sueskanal passieren konnten. Wegen des relativ kleinen Ruders erwies sich die Steuerung der Maloja jedoch als etwas schwierig.
Das 183,12 Meter lange und 22,37 Meter breite Schiff hatte wie die Mooltan zwei Schornsteine, zwei Masten, zwei Propeller und fünf Decks. Es wurde von zwei Vierfachexpansions-Dampfmaschinen angetrieben, die 15.300 hpe (11,4 MWe) leisteten. In den Kesselräumen waren sechs Doppelender- und zwei Einenderkessel installiert, die mit Kraftstoff statt mit Kohle betrieben wurden. Die Passagierunterkünfte waren für 327 Passagiere der Ersten Klasse und 329 Passagiere der Zweiten Klasse ausgelegt. Die Besatzung bestand aus 423 Personen, darunter zehn Offiziere, 94 Seeleute, 22 Maschinisten, 82 Heizer und 215 Personen, die direkt für die Passagiere sorgten, darunter Stewards, Kellner und Köche.
Die Maloja lief als zweites der beiden Schiffe am 19. April 1923 vom Stapel und wurde von Lady Elsie Mackay (1893–1928) getauft. Sie war die jüngste Tochter des P&O-Vorsitzenden James Mackay, 1. Earl of Inchcape. Sie war das zweite P&O-Schiff mit diesem Namen. Die erste Maloja war im Ersten Weltkrieg von einem deutschen U-Boot versenkt worden, wobei es 155 Tote gegeben hatte. Am 25. Oktober 1923 wurde die zweite RMS Maloja fertiggestellt und der Reederei übergeben und am 2. November 1923 lief sie in London zu ihrer Jungfernfahrt nach Colombo, Sydney und Melbourne aus. Im November 1923 war die Maloja von einem Streik australischer Hafenarbeiter betroffen. Sie lief verspätet aus und musste 6000 Tonnen Fracht an der Pier zurücklassen, die nicht auf das Schiff verladen wurden. Im Januar 1933 verlor sie in der Bucht von Gibraltar bei stürmischem Wetter einen Anker und ein 82 Meter langes Stück Ankerkette. Im März 1933 lief sie bei Adelaide auf Grund, konnte aber ohne größeren Schaden wieder flott gemacht werden.

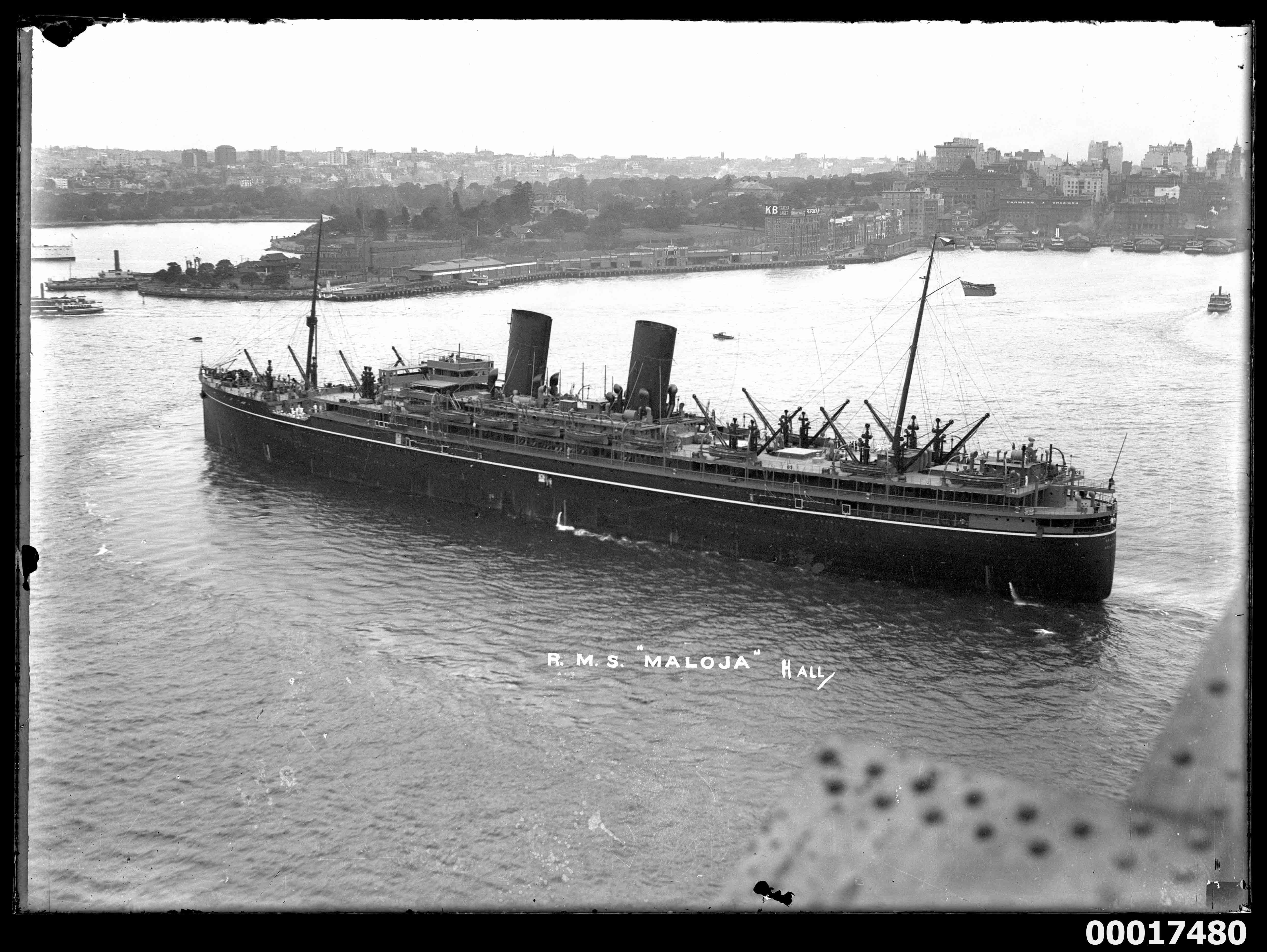
Die Maloja von der Sydney Harbour Bridge aus fotografiert.

## Kriegseinsatz und letzte Jahre
Am 11. September 1939 wurde die Maloja von der britischen Admiralität angefordert und danach in Bombay in einen bewaffneten Hilfskreuzer (Armed Merchant Cruiser) umgewandelt. Dabei wurde einer der Schornsteine entfernt, um mehr Platz für Flugabwehrkanonen zu schaffen. Nach dem Umbauten wurde sie der Northern Patrol zugeteilt und patrouillierte zwischen Island und den Shetlandinseln. Sie trug in dieser Zeit die taktische Kennung F26.
Am 13. März 1940 brachte die Maloja südlich von Island ein Schiff auf, dessen Mannschaft behauptete, dass es sich um ein japanisches Schiff namens Taki Maru handelte. Der Kapitän der Maloja war skeptisch, konnte aber wegen des stürmischen Wetters keine Aufklärungsmannschaft zu dem anderen Schiff schicken. Erst als sich das Wetter besserte, stellte sich das Schiff als die La Coruna der Hamburg-Süd-Reederei heraus. Die deutsche Besatzung traf Maßnahmen zur Selbstversenkung ihres Schiffs, um zu verhindern, dass es in feindliche Hände geriet. Nachdem die Deutschen ihr Schiff verlassen hatten, wurden sie von der Maloja aufgenommen. Der Untergang der La Coruna wurde dann von den Kanonen der Maloja beschleunigt.
Am 6. November 1941 wurde die Maloja ihrer Reederei zurückgegeben, um sie in einen Truppentransporter umrüsten zu lassen. Kurz danach wurde auch wieder ein zweiter Schornstein hinzugefügt. Am 11. Dezember 1942 nahm die Maloja als Truppenschiff an der alliierten Landung in Nordafrika teil. Am 15. Januar 1947 wurde das Schiff aus dem Kriegsdienst entlassen und wieder P&O überstellt. Am Royal Albert Dock in London wurde die Maloja bei R. & H. Green & Silly Weir Ltd. wieder für den Passagierdienst instand gesetzt. Das Schwesterschiff Mooltan wurde dort zur gleichen Zeit neu ausgestattet. In den Jahren 1950 und 1951 nahm die Maloja an der Repatriierung niederländischer Staatsbürger teil, die nach dem Indonesischen Unabhängigkeitskrieg Indonesien verließen und wieder in die Niederlande zurückkehrten.
Am 19. Januar 1954 lief die Maloja zum letzten Mal in Tilbury ein. Sie wurde für 165.000 Pfund Sterling an die British Iron and Steel Corporation zum Abbruch verkauft und fuhr am 2. April 1954 nach Inverkeithing (Schottland), wo sie bei Thomas W. Ward Shipbreakers Ltd. verschrottet wurde.